# غنيمة زيد الحرب
غنيمة زيد عبد الله الحرب (1949-) شاعرة كويتية. ولدت في مدينة الكويت. حصلت على إجازة في علم النفس والاجتماع من جامعة الكويت، عام 1974. تأثرت في شاعريّتها بوالدها الشاعر زيد الحرب. عملت أخصائية اجتماعية ثم تقاعدت. لها دواوين شعرية عديدة.

## سيرتها
الشاعرة غنيمة زيد عبد الله الحرب ولدت في الكويت عام 1949م.
شاعرة حساسة لقضايا الوطن فهي تتغنى للوطن والأرض والحب والجمال والأسرى والشهداء والسلام والحرية برقة ووداعية وتمرد وثورة.
تأثرت بوالدها الشاعر الشعبي زيد عبد الله الحرب الذي ورثت عنه موهبة الشعر، كما ورثت عنه التأثر الشديد بالقضايا الوطنية والقومية وتجلى ذلك في انعكاس انفعالاتها بهموم الوطن العربي على مسيرتها الشعرية.
امتلأت جعبتها بما تأثرت به من شعر شعراء المهجر والشعراء العذريين.
قرأت بكثرة في العديد من دواوين الشعراء الكويتيين السابقين والمعاصرين لها وأم دواوين شعراء العرب المعروفين.

## بداياتها
بدأت كتابة الشعر منذ الطفولة وكانت معظم كتاباتها الأولى وطنية وقومية.

## دراستها
حصلت على ليسانس آداب، علم النفس والاجتماع بمرتبة الشرف من جامعة الكويت عام 1974م.

## عملها
عملت أخصائية اجتماعية ثم تقاعدت.

## مؤلفاتها
- ديوان الشاعر زيد عبد الله الحرب عام 1991م
- قصائد في قفص الاحتلال
- هديل الحُلم
- الرمال
- في خيمة الحلك